# Frank Emmrich
Frank Emmrich (* 28. Juli 1949 in Niemegk) ist ein deutscher Immunologe. Als Lehrstuhlinhaber für Klinische Immunologie an der Universität Leipzig war er zugleich Leiter des Leipziger Fraunhofer-Instituts für Zelltherapie und Immunologie (IZI) sowie Direktor des Translationszentrums für Regenerative Medizin Leipzig (TRM) und Generalsekretär der Association for Clinical Research Centers in Germany (ACRC). Von April 2008 bis April 2016 war Emmrich Mitglied im Deutschen Ethikrat.

## Leben
Frank Emmrich wurde 1949 in Niemegk (Kreis Bitterfeld) als Sohn des Mediziners Rolf Emmrich und seiner Mutter Edith geboren. Er wuchs in Magdeburg und Leipzig auf. An sein Studium der Humanmedizin schlossen sich die Graduierung zum Dipl.-Med., Promotion und Assistenzarztjahre in der Medizinischen Klinik der Universität Leipzig an, danach war er am Staatlichen Institut für Immunpräparate und Nährmedien Berlin als Abteilungsleiter tätig.
Nach 13-monatiger politischer Haft in der DDR wurde er 1980 wie seine Ehefrau von der Bundesregierung freigekauft und übersiedelte in die Bundesrepublik Deutschland. Dort wurde er wissenschaftlicher Mitarbeiter am Deutschen Krebsforschungszentrum Heidelberg und 1981 Laborleiter am Max-Planck-Institut für Immunbiologie in Freiburg/Breisgau. Er wurde von der Universität Freiburg/Br. 1985 für das Fach Immunologie habilitiert und erlangte 1986 eine Professur an der Universität Erlangen. Von 1987 bis 1994 war er Leiter der klinischen Arbeitsgruppe Immunologie/Rheumatologie der Max-Planck-Gesellschaft in Erlangen.
Mit dem Ruf zum Professor für Immunologie kehrte Frank Emmrich 1994 an die Universität Leipzig zurück. Dort wurde er Direktor des Instituts für Klinische Immunologie und Transfusionsmedizin. Er gründete das Interdisziplinäre Zentrum für Klinische Forschung (IZKF) und war dessen Sprecher 1997–2005. Im Jahr 2006 wurde er Direktor des Translationszentrums für Regenerative Medizin an der Universität Leipzig (TRM). Im Jahr 2005 wurde in Leipzig das Fraunhofer-Instituts für Zelltherapie und Immunologie (IZI) gegründet, als dessen Leiter er bis Ende 2017 tätig war. Er war stellvertretender Vorsitzender des Life Science Verbundes (VSL) der Fraunhofer-Gesellschaft. Von 2008 bis 2016 war er Mitglied des Deutschen Ethikrates und beschäftigte sich dort mit Fragen der biotechnologischen Forschung und Regenerationsmedizin.

## Forschungsschwerpunkte
Neben der Autoimmunitätsforschung widmet sich Emmrich vor allem der Immun- und Zelltherapie, Stammzellforschung, Therapieentwicklung und klinischen Prüfungen.

## Mitgliedschaften
- Deutsche Gesellschaft für Immunologie (DGfI)
- Deutsche Gesellschaft für Regenerative Medizin, Wissenschaftlicher Beirat
- Arbeitskreis Regenerative Medizin
- Förderkreis „Leipziger Initiative für Biotechnologie e.V.“
- DECHEMA
- Verein zur Förderung der Gesundheitswirtschaft in der Region Leipzig e.V.